# Деструдо
Деструдо в психологията на Фройд е енергията на деструктивния импулс. Тя е противоположна на либидото. Докато либидото служи за създаване, енергията която израства от инстинкта Ероса (или „живот“), то деструдото служи за унищожаване и на себе си и на всичко. Според Зигмунд Фройд, деструдото идва от инстинкта за смърт (Танатос), който също е източник на агресия.
Деструдото е малко познат аспект от теорията на Фройд и обикновено се пренебрегва на мястото на по-добре познати и по-добре дефинирани теории за човешките емоции. Деструдото може да бъде отнесено към опита на Фройд да обясни действията на войниците през Първата световна война. Термина прави своето кракто появяване в книгата на Фройд „Аз и То“ (1923) след което е изоставено от употреба.